# 理蕃政策
理蕃政策（りばんせいさく）においては、清朝統治下および日本統治下の台湾において行われた先住系諸民族（現在の呼称；台湾原住民）に対する対応策の歴史について説明する。

## 前史―清朝による理蕃政策
漢族系の移民による開拓が、山岳部を中心とする辺境の地に及ぶに伴い、先住民族の生活圏を狭め、彼らの伝統的な生活様式を壊していった。行政当局はこれらへの対応策を策定せざるを得なくなり、いわゆる「理蕃政策」の必要に迫られた。開拓者達は先住系諸民族に対して、酒肉、布、ガラス玉等を与え慰撫しながら開拓をした。ときには集団を組んで暴力的に闖入したので、「民（漢）蕃紛争」を呼び起こした。清国による併合直後は、平地に住む「熟蕃」（のちに平埔族と呼ばれる）への漸進的な同化政策が主であった。1715年には帰属した「蕃社」（蕃人の部落）は53社におよんだ。しかし平地から離れた僻地に住む「生蕃」（のちに高砂族と呼ばれる）に対しては、同化政策は容易ではなかった。漢民族が山地に入りこむことによって、先住民族と衝突を起こすことを防ぐために、漢民族と先住民族との間に境界石を立て、両者の相互侵犯を禁止しようとしたが、効果は薄かった。

## 台湾総督府による初期理蕃政策

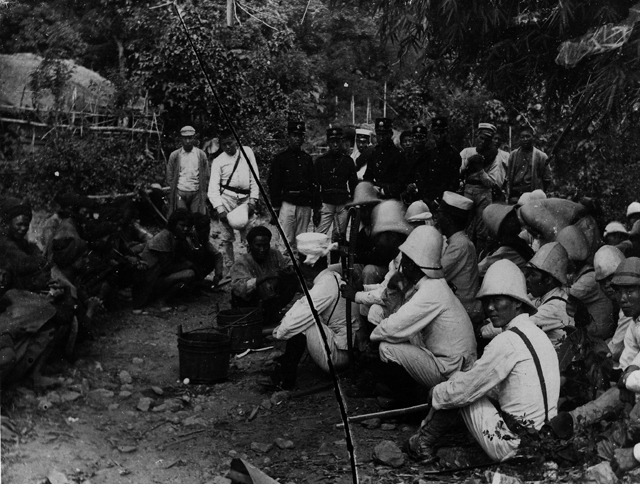
討伐隊

1894年（明治27年）の日清戦争の結果1895年（明治28年）下関条約の締結を経て台湾は日本に清朝より割譲されたが、台湾に居住していた住民は台湾民主国を樹立して頑強にこれに抵抗した。明治国家にしてみれば、予想外に激烈であったため、初代台湾総督樺山資紀から第4代の児玉源太郎までの期間は、台湾北部と西部を中心とする漢民族が居住する「平地」の軍事的制圧と治安維持に専念せざるを得なかった。漢民族が集中する「平地」で、支配領域を拡大するための戦闘行為を続ける一方で、先住民族を敵に回す愚を避けたのである。

## 五箇年理蕃計画
そもそも山地先住民族は、オランダ人支配、鄭氏政権、清国統治の各時代を通じて服従したことはなく、支配権力も徹底的に鎮圧してまで服従させることはなかった。この点で平地先住民族が、支配権力による教化が進んでおり、異民族との交流や通婚を通じて漢民族化が進んでいたのとは対照的である。山地先住民族には、支配権力の交代も関係なく、ましてや服従などは無縁の存在であった。そして新たな支配者にたいしては、自らの生活空間を侵犯する者として反感を強めていた。総督府は、「平地」の抗日ゲリラを鎮圧すると、台湾総督府は先住民族の住む山岳部への浸透をはかるため、「蕃地」に住む「蕃人」に対する政策、すなわち「理蕃」政策を模索することになる。新領土としての台湾の経営確立を急ぎたい児玉は、『野生禽獣ニ斉シ』い「蕃人」は、誘導などの緩慢な手段でなく、いきおい絶滅させるという政策を構想した。しかし、総督府参事官持地六三郎は、「蕃地」は利源の宝庫であることに着目し、「蕃人」に対しての研究と「蕃地の状況」を知悉した後、「威嚇して後撫する」方針を採用するように提案した。第5代総督の佐久間左馬太は、持地のこの提案を踏襲した。1909年（明治42年）に「五箇年理蕃計画」として5か年にわたる「北蕃」の「討伐」を開始した。佐久間の「討伐」は、以下の手順で行われた。
1. 官庁の命令に対する絶対遵守と「隘勇線」と呼ばれる防御ライン内への侵入禁止などを内容とする帰順勧告を出す[3]。
2. 帰順勧告に従わない場合には「隘勇線」で塩や銃の流入を防ぎながら、「隘勇線」を徐々に前進させる[3]。これにより、先住民族を標高3000メートル級の高山が連なる台湾中央山系に追いあげ、追いつめ、餓死か降伏かの択一を迫る[5]。
3. 「隘勇線」を前進させた後は、再び山嶺を開いて道路を設け、要所には火砲を配置した堡類を構築した[6]。
4. 先住民族がそれに抗しきれず帰順すると、抵抗手段だった銃器が押収された。
5. 銃器を押収した地域からは軍隊が撤収し、帰順条件を維持させる作業が警察に課された[6]。警察は、「蕃地道路」とか「警察道路」と呼ぶ道路を開き、その道路沿いに警察官吏駐在所、警戒所、分遣所を次々設置した[6]。

## 理蕃警察機構の形成

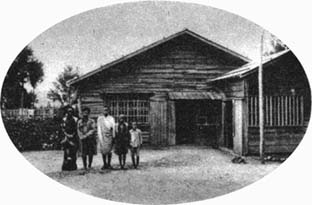
境界線に設けられた交易所

先住民族より銃器を取り上げた後に警察官が管轄することになった「蕃地」は、もともと樟脳の原料の確保のために、総督府殖産部が管轄していた。1899年（明治32年）に樟脳専売制を開始し、製脳事業を台湾経営の主要財源に充てるべく、「蕃地」を国有化もしている。しかし「蕃地」へ入っていくには、「蕃害」と呼ばれた抵抗に遭うため、「理蕃警察」と呼ばれる独自の警察に「蕃地」の管轄が移行した。総督府中央には、警務局理蕃課に監察、整備、受産、教育、衛生、交易、蕃地開発の6つの係がおかれた。地方には警務局から直接指示を受けていた州庁理蕃課や理蕃係がおかれ、終始一貫して「蕃地」行政の全てを一元的に管轄した。
「蕃地」は、行政的にも「平地」と切り離され、普通の行政法令が行われない蕃人居住の地とされ、特有の法令しかも主として特有の警察法令が行われているだけの「特別行政区」となったのである。そもそも「平地」においても、台湾警察は、「匪徒刑罰令」、「罰金及笞刑処分例」、「犯罪即決例」（警察署長などが軽罪の一部を即決できた）などの本国に見られないような苛酷な弾圧法規を有していた。「蕃地」では、「平地」の弾圧法すらも敷かれていないほど理蕃警察に大きな権限が与えられていた。理蕃警察はすべての行政を兼ねた。個々の警察官は、学校の教師にもなり、病院の医者にもなり、受産機関の技師にもなり、交易所の取引担当者にもなった。理蕃警察は、先住民族の良くも悪くも生殺与奪の権利を握っていたのである。

## 土地収奪と集団移住
1930年（昭和5年）から8年に及ぶ「蕃地開発調査」が行われ、現地警察官の立会のもとに「蕃社」単位で水田用あるいは畑作地用の適地を選定し、先住民族の安定した生活に必要な面積を、一人あたり2.883平方メートル、総面積にして24万3665平方メートルと査定した。総督府は先に、先住民族の専有する蕃地の総面積を44.5万平方メートルと算定していたので、差引20万平方メートルを収奪できると見込んだことになる。先住民族は、先祖伝来の土地から駆逐され、総督府があらかじめ「平地」へ用意していた「保留地」へ集団移住させられた。当初は移住先の保留地が肥沃であり、集団移住も順調に進んだ。しかし、台湾西部では、肥沃地はまたたく間に減少し、1934年（昭和9年）には、「平地」以外にも保留地を求めざるを得ないと認めざるを得なかった。さらには、先に移住がされていた土地に、後から追加して移住させる「割り込み移住」も行われた。

## 霧社事件と理蕃政策の見直し
理蕃警察は、先住民族の生殺与奪を握っており、そのような中、理蕃事業の先進地域と見なされていた霧社で、最大にして最後の先住民族蜂起である霧社事件が1930年（昭和5年）10月27日に発生した。この蜂起は日本の警察と軍によって鎮圧されたが、これに大きな衝撃を受けた総督府は、理蕃政策そのものの抜本的な見直しを迫られた。新たに台湾総督に就任した太田政弘は、着任した訓示の中で霧社事件の善後策を政治課題とすることを表明した。太田の下で理蕃体制の再建を図った新警務局長井上英や理蕃課長石川定俊は、同事件の原因を特定しようとした。井上は、同事件の原因を「警察官が往々にして欺瞞等をもって蕃人に臨むこと」や「官紀上許すべからざる非違」があったと示唆した。理蕃警察官の質や勤務条件に「理蕃の根本問題」を見て取ったのである。1931年（昭和6年）12月28日に「理蕃政策大綱」を制定し、理蕃警察官の「座右の銘」とさせた。同大綱第1項には、「理蕃は蕃人を教化し、其の生活の安定を図り、一視同仁の聖徳に浴せしむることを以って目的とする」とある。このとき「一視同仁」の対象が「蕃人」では、具合が悪いので、先住民族の呼称を、平地に住む「熟蕃」は「平埔族」に、山地に住む「生蕃」は「高砂族」へとそれぞれ改めた。すなわち、「理蕃」をして先住民族の征服ではなく、「一視同仁」という高邁な事業として昇華させ、警察官に高邁な天職意識を植え付けるとともに、先住民族への憎悪軽視の対象としないことを意識させることにより、霧社事件のような「不祥事」の再発を防ごうとしたのである。厳重な警戒態勢のもとでの皇民化政策こそが、霧社事件後の理蕃政策となった。日本人警察官の中には先住民族の生活改善、孤児の自立支援、女性の地位向上などの社会制度改革に真剣に取り組んだ者もいた。

## 皇民化運動と先住民族

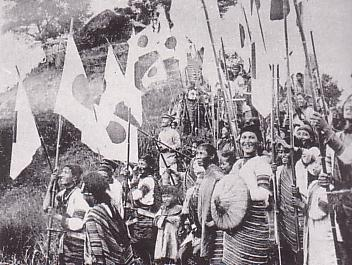
日本国旗を振る台湾原住民

日中戦争の開始と、これに伴い武官総督制が復活する。それとともに、本格的な皇民化運動が推進される。1937年（昭和12年）4月から、台湾人の母語の使用が制限され、新聞の漢文欄も廃止され、伝統的宗教行事も禁止された。さらに日本語の使用強制、天照大神の奉祀や日本式姓名への改姓名運動が終戦直前まで強行された。そして1941年12月の太平洋戦争の勃発後、先住民族の青年たちは南方作戦へ動員された。陸海軍から供出を命ぜられた総督府が、軍後方任務の労務者、山地戦要員として7回ほど「高砂義勇隊」を編成して先住民族を南方戦線に送った。その高砂義勇隊を指揮したのは、理蕃警察官であった。「蕃社」における警察支配の構造がそのまま戦場に移動していったのである。また先住民族統治技術のマニュアルとしての「理蕃大綱」は、「文化の低い南方原住民指導の一大指針、すなわち無二の指導者心得帳たりうるもの」として、南方の少数民族に対しても用いられようとした。